# Stop Climate Change

Stop Climate Change Umweltzeichen

Stop Climate Change (SCC) ist ein Programm zur Reduktion von Treibhausgasemissionen und ein Klimalabel. Unternehmen können anhand des Programms Treibhausgasemissionen des gesamten Unternehmens, einzelner Produkte oder Veranstaltungen reduzieren und als unvermeidbar angesehene Emissionen kompensieren. Die GfRS Gesellschaft für Ressourcenschutz mbH prüft und zertifiziert die Teilnehmer und vergibt ein gleichnamiges Umweltzeichen.

## Geschichte und Organisation
Stop Climate Change ging im Jahr 2007 aus einem Projekt der Universität Göttingen, der Agrar- und Umwelttechnik GmbH (AGRA-TEG), der Gesellschaft für Ressourcenschutz (GfRS), der GLS Gemeinschaftsbank und dem Obstimporteur BioTropic hervor. Dieses Projekt hatte zunächst das Ziel, eine klimafreundlich transportierte Bio-Banane zu zertifizieren. Seitdem wurde das Angebot auch auf andere Bereiche ausgedehnt.
In der Initialphase war die AGRA-TEG aus Göttingen Ansprechpartner, entwickelte das Programm weiter und begleitete Unternehmen bei der Zertifizierung. Die für die Zertifizierung erforderlichen Basisstudien werden mittlerweile bei Unternehmenszertifizierungen über Rechner abgebildet. Zertifizierungsstelle in Europa ist die Gesellschaft für Ressourcenschutz (GfRS), dazu kommen Zertifizierungsdienstleister in Lateinamerika. Ein Lenkungsgremium, der mit unabhängigen Experten besetzt werden soll, prüft die SCC-Standards. Schirmherr des Programms ist Jürgen Trittin.
Im Jahr 2010 gewann das Programm den Innovationspreis des Landkreises Göttingen.

## Standards und Zertifizierung
Für SCC wurde ein Stop-Climate-Change-Emissionsmanagement-System
(SCC-EMS) entwickelt. Es erfasst zunächst die Treibhausgasemissionen, darunter neben den Emissionen von Kohlendioxid auch die weiterer Treibhausgase. Sowohl direkte, also im Unternehmen selbst verursachte, als auch indirekte Emissionen, etwa durch den Bezug von Strom oder die Anfahrt von Mitarbeitern, werden erfasst. Nicht erfasst wird der Transport vom Unternehmen zum Konsumenten. Das Unternehmen muss dann ein Minderungskonzept zur Reduktion seiner Emissionen entwickeln. Für unvermeidbare Emissionen muss das Unternehmen Kompensationsmaßnahmen finanzieren, konkret durch den
Kauf von Carbon-Credits auf dem Markt für freiwillige Kompensation. Diese werden dann stillgelegt. Anerkannt werden Zertifikate aus Kompensationsprojekten, die bestimmte Standards, wie den Gold Standard, erfüllen. Für andere Projekte behält sich SCC eine Prüfung vor.
Zertifizierungsstellen prüfen die Datenerfassung, das Minderungskonzept, dessen kontinuierliche Umsetzung, und die Kompensation gegen die Standards des SCC. Bei Einhaltung der Kriterien können Unternehmen sich bzw. ihr Produkt oder ihre
Veranstaltung „klimafreundlich nach Stop Climate Change“ nennen.
Laut einer Untersuchung der Verbraucherzentralen aus dem Jahr 2012 zur Klimaauszeichnung von Lebensmitteln war Stop Climate Change das einzige Klimalabel mit einer externen Zertifizierungsstelle. Das SCC-Label und ein weiteres Eigenlabel einer Tiefkühlfirma waren in dieser Studie die einzigen, die detaillierte Hintergrundinformationen bereitstellten. Allerdings veröffentlicht SCC nicht detaillierte Ergebnisse einzelner Zertifizierungen, wie etwa konkrete Zahlen für Emissionsminderungen oder die CO2-Bilanz zertifizierter Produkte bzw. Unternehmen. Auch macht SCC keine Vorgaben zu zusätzlichen Minderungsmaßnahmen, die über ohnehin schon vor Beginn der Zertifizierung geplante Maßnahmen hinausgehen.

## Wirkungen
Bis 2019 waren rund 50 Bio-Lebensmittelprodukte und Druckerzeugnisse sowie fünfzehn Unternehmen zertifiziert. Insgesamt wurden bis 2019 im Programm Emissionen von etwa 175.000 t CO2 vermieden.